# Petalocephala philippina
Petalocephala philippina är en insektsart som beskrevs av Carl Stål 1870. Petalocephala philippina ingår i släktet Petalocephala och familjen dvärgstritar. Inga underarter finns listade i Catalogue of Life.